# Johnny Moynihan
Johnny Moynihan (Dublino, ...) è un cantante e chitarrista irlandese.
È membro fondatore degli Sweeney's Men, band che ha segnato i primi passi del folk revival in Irlanda. A lui si deve l'introduzione nella musica tradizionale irlandese del bouzouki, strumento di origine greca che, opportunamente modificato, oggi ha un suo corrispettivo nel bouzouki irlandese.
Dopo la breve esperienza degli Sweeney's Men, ha fatto parte, insieme ad Andy Irvine, di un'altra influente band folk irlandese, i Planxty di Christy Moore.
Attualmente suona fisarmonica, violino, mandolino e molti altri strumenti nel trio Moonshine.